# Herbert Wenz
Herbert Wenz (* 24. Juni 1928; † 10. Juli 2017) war ein deutscher Fußballtrainer.

## Sportlicher Werdegang
Wenz trainierte verschiedene Vereine im zweitklassigen deutschen Vereinsfußball. Erste Station nach Absolvieren der Trainerausbildung unter Hennes Weisweiler war auf Empfehlung Sepp Herbergers der VfR Heilbronn. Mit dem SV Röchling Völklingen trat er ab 1965 in der Regionalliga Südwest an, während der Spielzeit 1966/67 übernahm Horst Eckel seine Nachfolge. Ab 1971 war er Trainer beim FC Bayern Hof in der Regionalliga Süd, mit dem er als Vizemeister der Südstaffel 1971/72 in die Aufstiegsrunde zur Bundesliga einzog. Bei zwei Siegen aus acht Spielen hatte die Mannschaft zwar eine positive Tordifferenz, verpasste den Aufstieg hinter dem verlustpunktfreien Wuppertaler SV deutlich. Im wegen der Olympischen Sommerspiele 1972 ausgetragenen DFB-Ligapokal 1972/73 ließ er mit dem Klub ebenso aufhorchen, als in der Gruppenphase zweimal der FC Bayern München geschlagen wurde. Gegen den Bundesligisten FC Schalke 04 kam jedoch im Viertelfinale das Aus. Aufgrund des schwachen Abschneidens in der Liga musste er zudem am Ende der Spielzeit die Zelte in Hof abbrechen.
Nach einem kurzen Aufenthalt beim FC 08 Homburg trainierte Wenz Eintracht Bad Kreuznach sowie den FV 04 Würzburg in der 2. Bundesliga. 1977 übernahm er den SSV Reutlingen 05 in der drittklassigen 1. Amateurliga Schwarzwald-Bodensee, mit dem er am Ende der Spielzeit 1977/78 als Meister in der Aufstiegsrunde zur 2. Bundesliga hinter dem Aufsteiger SC Freiburg und dem SSV Ulm 1846 die Zweitligarückkehr verpasste. Später war er Trainer des MTV Ingolstadt in der 2. Bundesliga sowie beim VfL Frohnlach in der Bayernliga und der SpVgg Weiden in der viertklassigen Landesliga Bayern. Mit den Fußballern des SV Weiden stieg er in die Bezirksliga auf, beim damaligen Bezirksoberligisten ASV Neustadt beendete er später seine Trainer-Karriere und siedelte nach Wiesau über.
Hauptberuflich war Wenz am Amtsgericht Weiden in der Oberpfalz tätig.